# Joe Forshaw
Joseph Forshaw, meglio noto come Joe Forshaw (Saint Louis, 13 maggio 1881 – Saint Louis, 26 novembre 1964), è stato un maratoneta statunitense.

## Biografia
Nel 1906 fu selezionato per rappresentare gli Stati Uniti ai Giochi olimpici intermedi nella maratona, gara nella quale si classificò dodicesimo.
Nel 1908 prese parte ai Giochi olimpici di Londra conquistando la medaglia di bronzo. Il 4 maggio 1912 partecipò a una gara sulle 25 miglia a Saint Louis: si classificò secondo, guadagnando la partecipazione ai Giochi olimpici di Stoccolma, dove si classificò decimo nella maratona.

## Palmarès
| Anno | Manifestazione            | Sede      | Evento   | Risultato | Prestazione | Note |
| ---- | ------------------------- | --------- | -------- | --------- | ----------- | ---- |
| 1906 | Giochi olimpici intermedi | Atene     | Maratona | 12º       | n/d         |      |
| 1908 | Giochi olimpici           | Londra    | Maratona | Bronzo    | 2h57'10"4   |      |
| 1912 | Giochi olimpici           | Stoccolma | Maratona | 10º       | 2h49'49"4   |      |